# Centro para la Fotografía Creativa
El Centro para la Fotografía Creativa, también conocido por sus siglas CCP (de Center for Creative Photography, en inglés), es un centro de investigación fotográfica situado en Tucson en el campus de la Universidad de Arizona.
Posee un patrimonio con imágenes de más de sesenta grandes fotógrafos de los Estados Unidos entre los que se encuentran  Edward Weston, Paul Strand, Ansel Adams, William Eugene Smith, Aaron Siskind, Harry Callahan y Garry Winogrand y más de 80.000 fotografías tomadas por más de dos mil fotógrafos.
El centro surgió con una finalidad didáctica y se inaugó con las donaciones de Amsel Adams, Harry Callahan, Wynn Bullock, Frederick Sommer y Aaron Siskin, aunque poco después se incorporaron imágenes de Edward Weston convencido por Paul Strand.
Dispone de una biblioteca con libros dedicados a la fotografía y editados entre 1850 y 1880, y es uno de los primeros centros que editaron de modo digital sus fondos.
En su tarea educativa, organiza seminarios y cursos de modo paralelo a las exposiciones.